# Delta (stát)
Delta je jeden ze 36 států Nigérie. Leží na jihu země a jeho hlavním městem je Asaba. Svůj název nese po Deltě Nigeru, která se ve státě nachází. Vznikl v srpnu 1991 po odtržení od dnes již zaniklého státu Bendel. Na severu sousedí se státem Edo, na jihu se státem Bayelsa, na západě se státem Ondo a na jihu s Beninským zálivem (jenž je součástí Guinejského zálivu). Ačkoliv je hlavním městem státu Asaba, jeho ekonomickým centrem je nigerijské město Warri. V roce 2024 ve státě žilo asi 7,8 milionu obyvatel a stát Delta tak byl 12. nejlidnatější z 36 nigerijských států. Z hlediska rozlohy je spíše podprůměrně rozlehlým státem.  